# Burn Notice
Burn Notice (No Brasil: FOX - Burn Notice; BAND - Queima de Arquivo. Na versão dublada em português brasileiro Operação Miami. Em Portugal: Espião Fora de Jogo) é  uma série norte-americana criada por Matt Nix e produzida pela FOX e que teve como atores Jeffrey Donovan, Gabrielle Anwar, Bruce Campbell, Sharon Gless e, desde a 4ª temporada, Coby Bell. Estreou em 28 de junho de 2007 nos EUA, na USA Network e encerrou-se em 12 de setembro de 2013.
É também transmitido pelos canais por assinatura FOX e Band, no Brasil, e FOX em Portugal desde maio de 2008.

## História
O título da série refere-se aos "avisos de queima" emitidos pelos serviços de inteligência para desacreditar ou anunciar a exoneração de agentes ou fontes que foram consideradas duvidosos. Quando os agentes são "queimados", a sua conexão para com a organização de espionagem é terminada, deixando-os sem acesso a dinheiro ou influências. De acordo com a narração de abertura do programa, o espião "queimado" não tem currículo, dinheiro, apoio - por fim, identidade. A série usa narração em primeira pessoa (incluindo frequentes sobreposições de voz, fornecendo exposição) do ponto de vista do agente de operações secretas Michael Westen, representado por Jeffrey Donovan. O comentário em sobreposição de voz é na forma de dicas para inexperientes como de treino se tratasse ou de um filme de orientação.
Depois de fugir de uma operação que correu mal na Nigéria e de ter sido raptado e espancado, Michael encontra-se na sua cidade natal, Miami, Florida. Ele é tratado pela sua ex-namorada, Fiona Glenanne, mas foi abandonado por todos os seus normais contactos de inteligência e encontra-se sob vigilância permanente, com todos os seus pertences congelados. Esforços extraordinários para contactar o seu contacto governamental tem como resultado eventual a relutante admissão de que alguém poderoso o quer quieto em Miami.
Se ele sair de Miami, ele será perseguido e levado sob custódia, enquanto que, se ele ficar lá, ele pode ficar relativamente livre. Consumido pelo desejo de descobrir o porquê de ter sido "queimado", e por quem, Michael é relutantemente arrastado para trabalhar como investigador privado sem licença e solucionador de problemas para os cidadãos comuns, de modo a financiar a sua investigação pessoal sobre a sua situação como um agente em "lista negra".
Michael convida o seu velho amigo Sam Axe para o ajudar, enquanto Fiona se convida a se juntar a eles. Com a ocasional ajuda e, por vezes, obstáculo da sua mãe, Madeline, Michael batalha um conjunto de mafiosos, vigaristas, traficantes de armas, sequestradores, branqueadores de capitais e traficantes de droga. Ao mesmo tempo, Michael tem que seguir o rastro que o levará às pessoas responsáveis por ele estar "queimado" e depois descobrir o porquê.
A série concilia essas duas narrativas: a globalidade da série lidando com o porquê de Michael ter sido "queimado" e episódios individuais focando em casos em que ele trabalha para clientes.

## Personagens
MICHAEL WESTEN: Protagonista da história, Michael era um espião da CIA, até que em uma missão em Warri, na Nigéria, ele foi "queimado" por um grupo de espiões desonestos que trabalham por conta própria. Esse grupo foi se revelando ao decorrer da série. Ele foi espancado e colocado em um avião para Miami. Agentes do FBI ficam em sua cola por um tempo, enquanto ele vai fazendo trabalhos arrumados por Lucy, uma amiga que também era espiã; ele conta com a ajuda de Fiona Glenanne, sua ex-namorada e Sam Axe, um velho amigo reformado da marinha. Levantando uma grana e com alguns contatos, ele vai investigando melhor essa historia com a ambição de voltar ao trabalho.